# Chirivel
Chirivel est une commune de la province d'Almería, Andalousie, en Espagne.

## Géographie

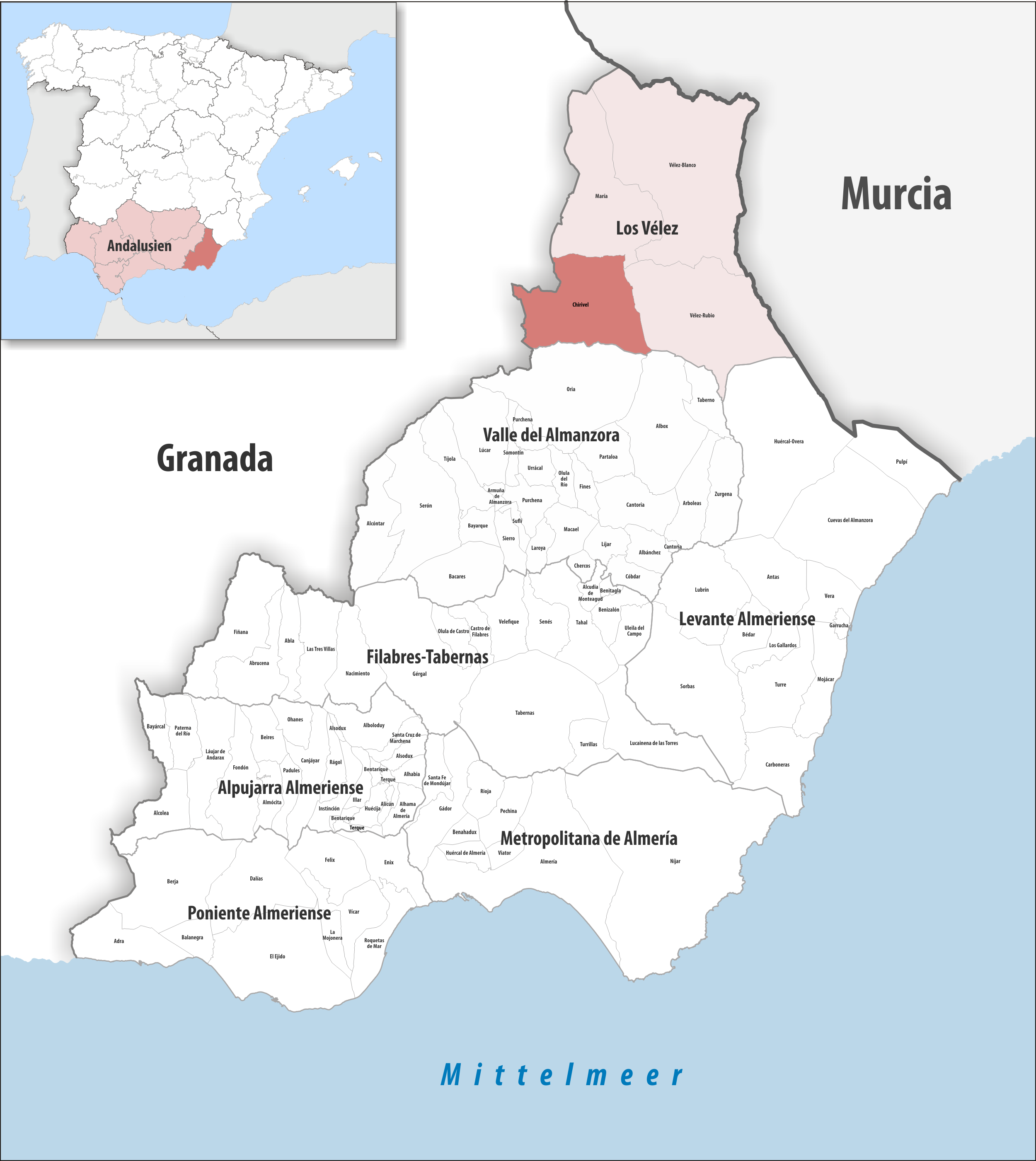
Chirivel dans la comarque Los Vélez, province d'Almería / en Andalousie

### Localisation
La commune de Chirivel se trouve dans le sud-est de l'Espagne, dans le nord de la province d'Almería et à l'extrémité sud-ouest de la comarque Los Vélez.
Vélez-Rubio (le chef-lieu de comarque) est à 19 km est-nord-est ;
Almería à 119 km sud-sud-ouest ;
Madrid à 527 km nord-nord-ouest ;
Gibraltar à 400 km sud-ouest (distances par route).

### Généralités
En 2019, Chirivel comptait 1 472 habitants. Sa superficie est de 196,47 km2.
La pointe nord-est de la commune se trouve dans le parc naturel Sierra María-Los Vélez (es).

## Toponymie
Le nom de la localité tirerait son origine du mot latin Silvella[réf. nécessaire].

## Histoire

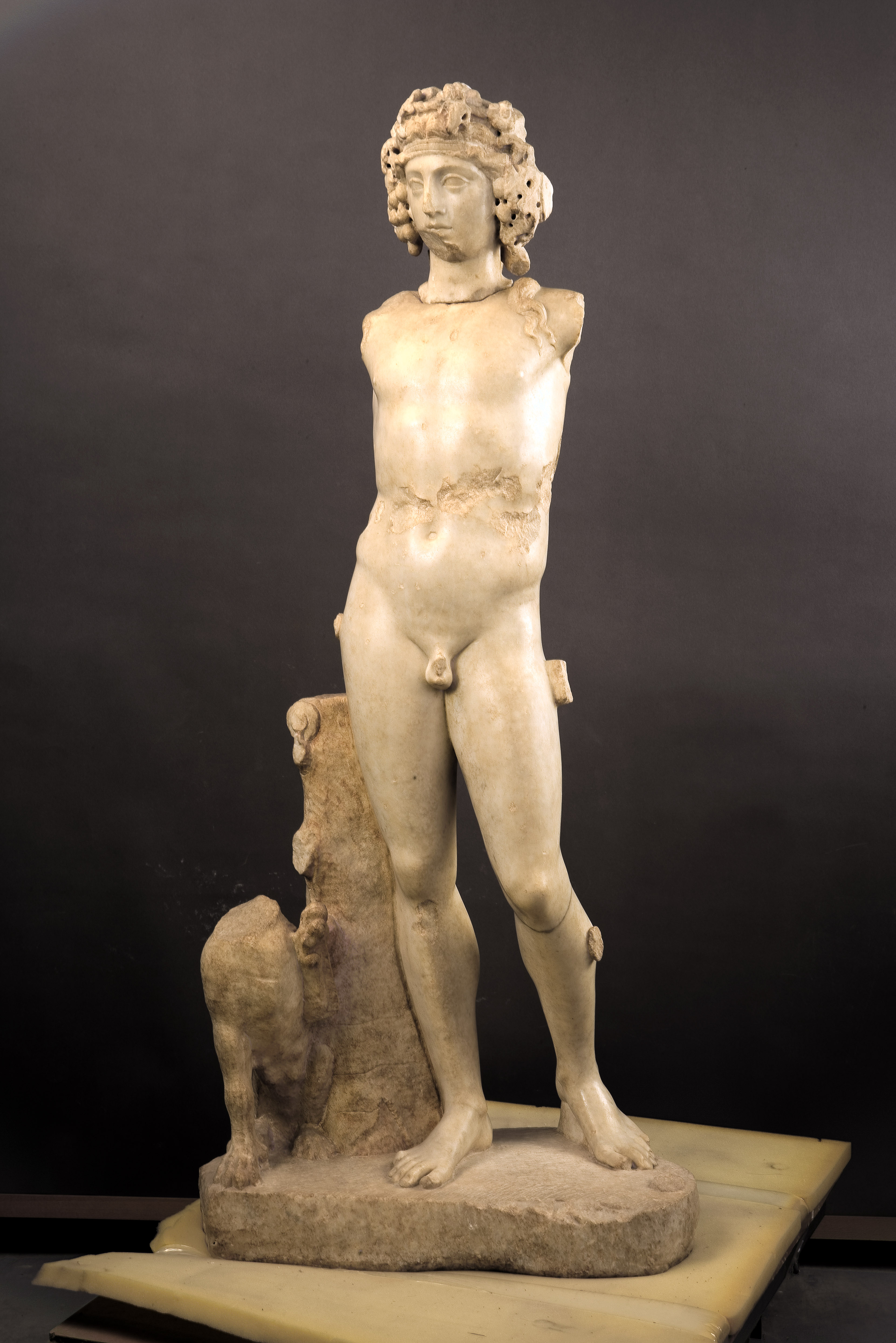
La statue découverte à Chirivel en 1985, représentant soit Dionysos, soit Antinoüs. Datation: milieu du II. Collection du Musée d'Almeria.

Jusqu'au milieu du XIXe siècle, la commune actuelle était occupée par des bâtiments agricoles dépendant de la comarque de Los Vélez qui est devenue indépendante de Vélez-Rubio en 1859.
En 1916 la ville compte 3 228 habitants.
Des fouilles archéologiques effectuées en 1985, ont mis au jour des traces de présence humaine remontant à la Préhistoire. Il existe également des vestiges d'origine ibérique, arabe et surtout romaine[réf. nécessaire].
Dans la périphérie de la commune, des restes de somptueuses habitations ont été trouvés, tels que des colonnes de marbre et des chapiteaux dorés, qui semblent avoir fait partie d'une villa romaine. Une sculpture datant du milieu du IIe siècle a également été découverte ; il pourrait s'agir d'une représentation soit de Dionysos, soit d'Antinoüs, le favori de l'empereur Hadrien. Cette sculpture, devenue l'emblème de Chirivel, est familièrement appelée « El Chiribello » par la population.[réf. nécessaire]
Non loin, passait la Via Augusta qui reliait Carthagène à Cadix[réf. nécessaire].

## Administration
| Période                                  | Période | Identité | Étiquette | Qualité |
| ---------------------------------------- | ------- | -------- | --------- | ------- |
| N/A                                      | N/A     | N/A      | N/A       | Maire   |
| Les données manquantes sont à compléter. |         |          |           |         |

## Économie
Vin de pays Norte de Almería
La commune fait partie de la zone couverte par l'appellation « vin de pays » (es) (Vino de la Tierra) Norte de Almería (es),
une indication géographique réglementée en 2003. Les quatre communes de la comarque Los Vélez (province d'Almeria) en font partie : 
Chirivel, 
María, 
Vélez-Blanco,
Vélez-Rubio.

## Culture
- Chaque année, l'avant-dernier dimanche du mois d'août se déroule une fête dédiée à Saint Isidore.[réf. nécessaire]